# Vlag van Orania

Vlag van Orania

De vlag van Orania is in 2004 vastgesteld als gemeentelijke vlag van de Zuid-Afrikaanse gemeente Orania. De vlag is verticaal verdeeld, met een blauwe baan het dichtst bij de mastzijde die ongeveer een kwart van de lengte van de vlag is, en een oranje baan die de rest drie kwart van de vluchtzijde beslaat. Op de scheidslijn tussen de twee kleuren staat een witte jongen die zijn mouwen oprolt. De vlag is gebaseerd op de Prinsenvlag.

## Symboliek
De witte figuur, 'Klein Reus' genoemd, is zo geplaatst dat hij het blauw en oranje overlapt. Blauw staat symbool voor de hemel, geloof en toewijding. Het staat ook voor onschuld, waarheid, vastberadenheid, rechtvaardigheid en liefdadigheid. Wit symboliseert zuiverheid en vrede en oranje vrijheid, energie, bescherming en eer. Oranje is ook de symbolische kleur van Orania.
Het jongetje dat zijn mouwen oprolt staat voor vrijheid door hard te werken. "Door onze mouwen op te stropen en aan het werk te gaan, bouwen we aan onze eigen toekomst".
De boodschap van de vlag is dat met standvastigheid en geloof, zelfbeschikking en vrede, de mensen van Orania de eerste stappen naar hun eigen vrijheid kunnen zetten.